# Serge Marshennikov
Serguei Marxennikov (en rus Сергей Маршенников), conegut internacionalment com a Serge Marshennikov (Ufà, Baixkíria, 1971), és un pintor rus hiperrealista.

## Formació
L'any 1995 acabà els seus estudis a l'Escola d'Art d'Ufà i va seguir els estudis en una de les més prestigioses acadèmies d'art de tot el món, l'Acadèmia Repin de Belles Arts de Sant Petersburg. Com un dels graduats de l'acadèmia amb més talent, Serge Marshennikov s'oferí a quedar-se per a estudis de postgrau a l'estudi particular del rector de l'Acadèmia, el professor Mílnikov.

## Inicis com a pintor
La primera exposició en solitari va ser a la galeria Sangat a la seua Ufà natal l'any 1995, l'any mateix en què s'havia graduat a la Universitat. L'espectacle fou un èxit i Marshennikov va ser convidat a exposar a la galeria de la Unió d'Artistes. Des de llavors ha exposat la seua obra regularment tant a Sant Petersburg com a Ufà, on ha mostrat els seus millors quadres als col·leccionistes, cada cop més interessats en aquest pintor rus. El treball de graduació que va fer cridà l'atenció a les universitats de Brownwood i Hardin, ambdues situades a l'estat nord-americà de Texas. Així, mentre cursava el postgrau, Marshennikov també exhibí algunes peces als departaments d'art d'aquestes universitats. Així és com, més recentment, a través de subhastes, bona part de la seua producció ha acabat a col·leccions privades. Així i tot poden trobar-se quadres seus exposats al Museu d'Art de la ciutat d'El Paso i també a Abilene.

## Influències i estil
Les majors influpencies de Serge Marshennikov han estat Andrew Wyeth i Lucian Freud. Des dels temps més contemporanis s'ha fixat en les obres de Jeremy Lipking. Així, el seu estil coincideix amb el corrent artístic conegut com a realisme radical, ultrarealisme o hiperrealisme. Aquest corrent està actualment en procés i és un corrent purament pictòric. Es caracteritza per la fidelitat de les pintures envers la realitat, les quals, tot sovint, pretenen mesclar-se i confondre's amb la fotografia. Alguns exponents importants d'aquest estil són també:
- David Kassan[2]
- Agustín Reche
- Antonio López García
- Antonio Castelló Avilleira
- Javier Arizabalo
- Don Eddy

Marshennikov sembla que s'ha especialitzat en el cos femení, concretament en el nu. D'aquesta manera, a partir d'esquenes i torsos femenins jóvens de noies sovint adormides o d'esquenes mig tapades, representa la innocència i la virginitat femenines. Els cossos d'aquestes representacions femenines es caracteritzen per la llum clara que n'emana, una llum que es contraposa amb els fons poc definits o obscurs, que acaben el quadre per tal de donar un major protagonisme a la dona i a la seua imatge en el quadre.